# Большая Белая (деревня)
Большая Белая — опустевшая деревня в Советском районе Кировской области в составе Ильинского сельского поселения. 

## География
Находится на расстоянии примерно 10 километров по прямой на юго-запад от районного центра города Советск.

## История
Известна с 1873 года как деревня Белая Большая, где дворов 38 и жителей 386, в 1905 68 и 403, в 1926 58 и 286, в 1950 36 и 95, в 1989 году отмечено 4 жителя . 

## Население
Постоянное население составляло 3 человека (русские 100%) в 2002 году, 0 в 2010.